# Inside Nazi Germany
Pour plus de détails, voir Fiche technique et Distribution.

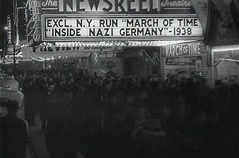
File d'attente pour le visionnement du court métrage Inside Nazi Germany (1938)

Inside Nazi Germany est un court métrage américain réalisé par Jack Glenn et sorti en 1938,.

## Synopsis
Durant l'été 1937, Julien Bryan, un américain, obtient des autorités nazies l'autorisation de parcourir le Reich pour y filmer ce qui s'y passe. Du fait de la censure en place par le Ministère de l'Éducation du peuple et de la Propagande du Reich, les pellicules sont clandestinement sorties du pays et montées en film qui sera montré l'année suivante au public américain.

## Fiche technique
- Titre anglais : Inside Nazi Germany
- Réalisation : Jack Glenn
- Scénario : James L. Shute
- Producteur : Louis De Rochemont
- Sociétés de production : March of Time
- Distribution : RKO Radio
- Durée : 16 minutes (35 bobines)
- Pays d'origine : États-Unis
- Format : Noir et blanc
- Genre : Documentaire politique
- Dates de sortie : 18 janvier 1938

## Distribution
- Jackson Beck : Voix off
- Joseph Goebbels : lui-même (image d'archive)
- Adolf Hitler : lui-même (image d'archive)
- Fritz Julius Kuhn : Président du Bund germano-américain (image d'archive)
- William E. Dodd : Ambassadeur américain en Allemagne (image d'archive)
- Benito Mussolini : lui-même (image d'archive)

## Autour du film
- En décembre 1993, Inside Nazi Germany a été jugé d'une importance culturelle, historique ou esthétique par la Bibliothèque du Congrès et sélectionné pour être conservé dans le National Film Registry[3].
- En 2012, Michael Kloft a réalisé un documentaire intitulé 1937, un été en Allemagne nazie de 52 minutes sur ce film[4],[5].